# Fetchmail
fetchmail ist ein freies Konsolenprogramm. Es holt E-Mails von POP-, IMAP-, ETRN- oder ODMR-fähigen Mailservern und leitet sie an (E)SMTP- oder LMTP-fähige Mailserver oder ein lokales Zustellprogramm weiter. Es wurde früher oft wegen seines Designs und der Sicherheitslücken kritisiert, trotzdem ist es auf Unix-artigen Systemen weit verbreitet und wird mit einigen Distributionen ausgeliefert.
Bekanntheit erlangte das Programm auch dadurch, dass es von seinem zwischenzeitlichen Autor Eric Steven Raymond als Fallbeispiel im wohl bekanntesten Essay zum Thema Open Source, Die Kathedrale und der Basar, erwähnt wird.
Einige Programmierer, unter ihnen auch Daniel J. Bernstein, Charles Cazabon, der Entwickler von getmail, und Terry Lambert, ein Entwickler von FreeBSD, haben das Design von fetchmail scharf kritisiert sowie mehrere Sicherheitslücken entdeckt.